# Parque Estadual Botânico do Ceará

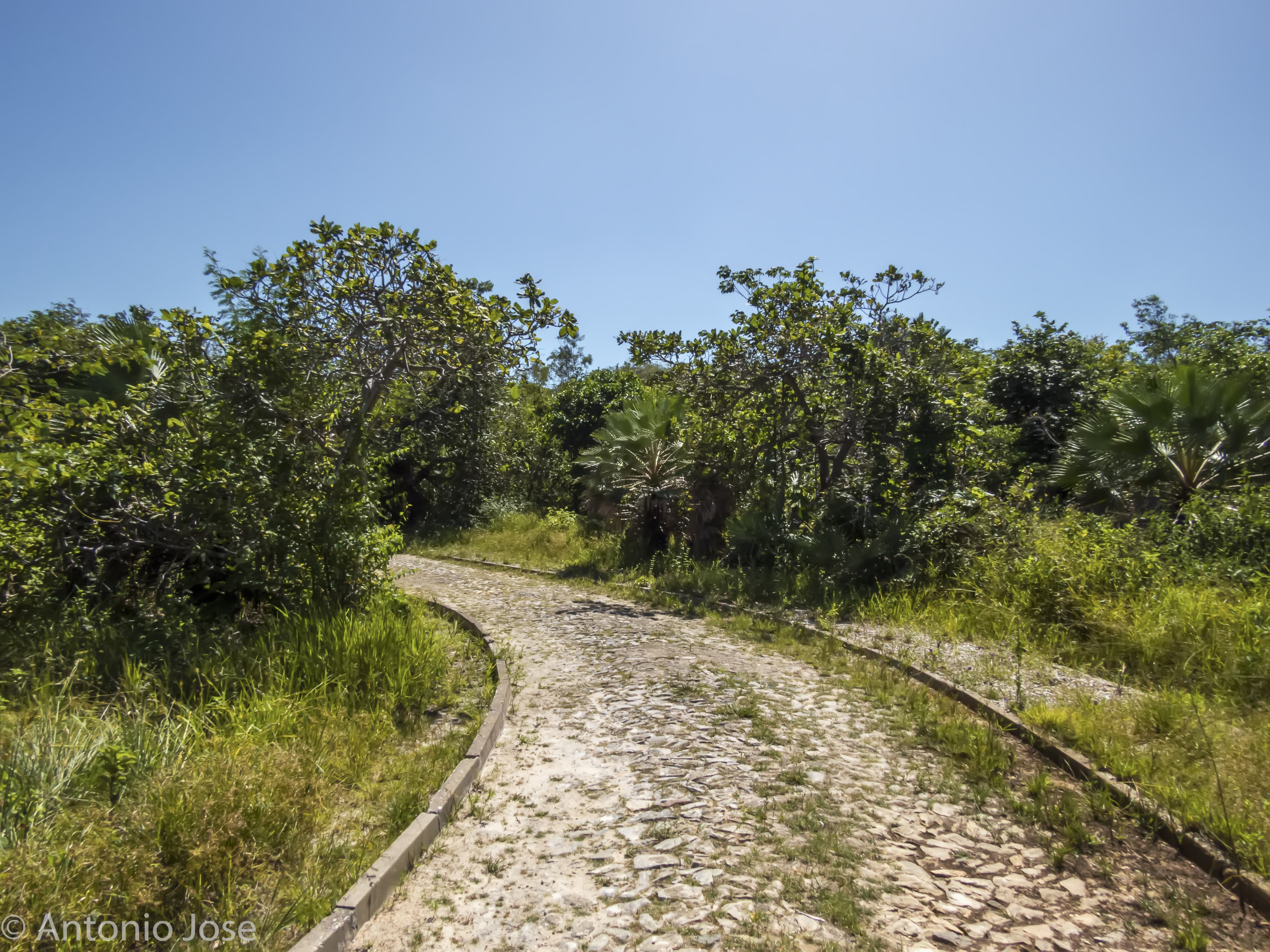
Com seus 6 km de trilhas e uma vasta diversidade de fauna e flora, configura um convite e uma caminhada com ar puro e beleza exuberante.

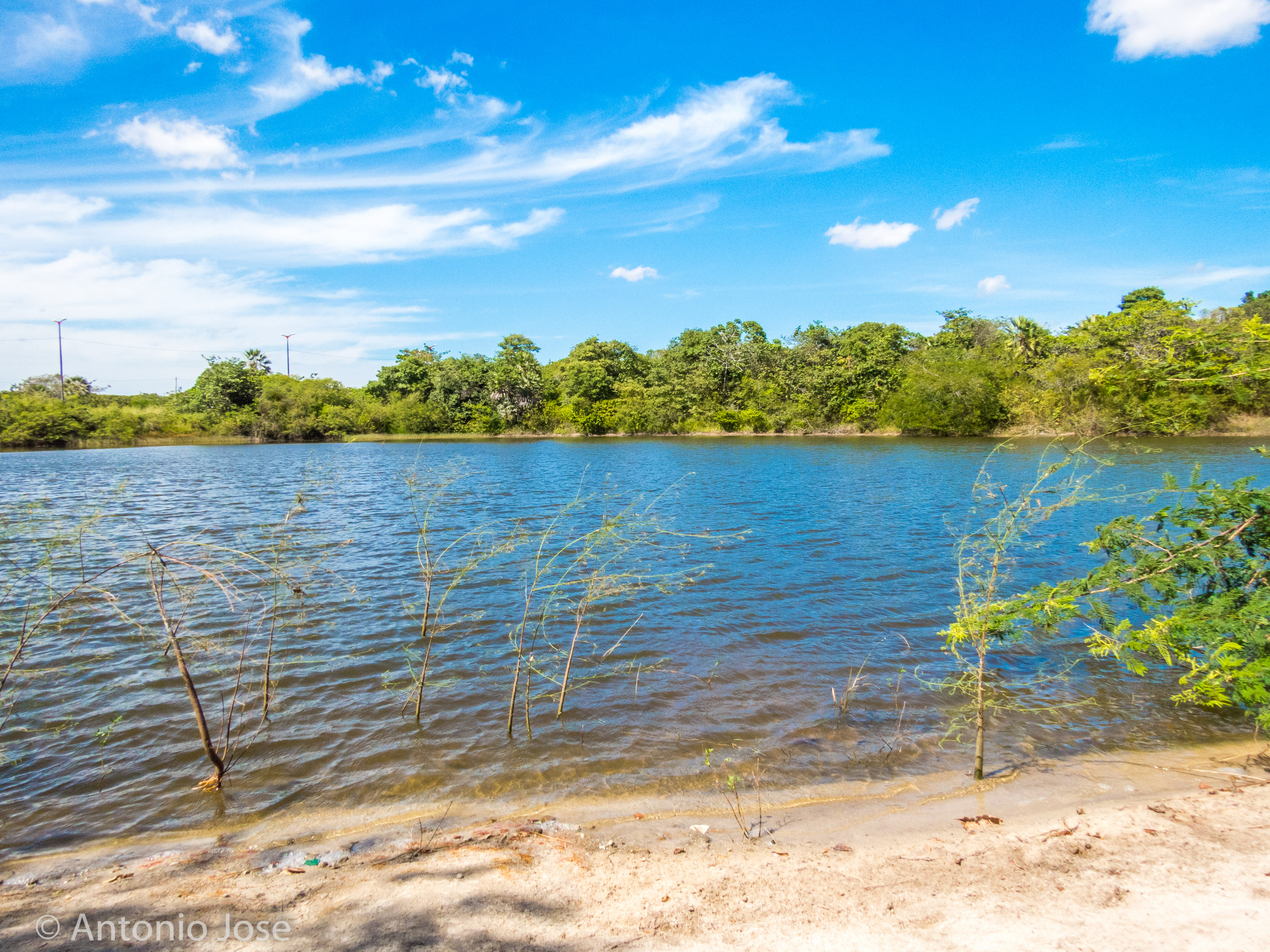
Espelho d'água

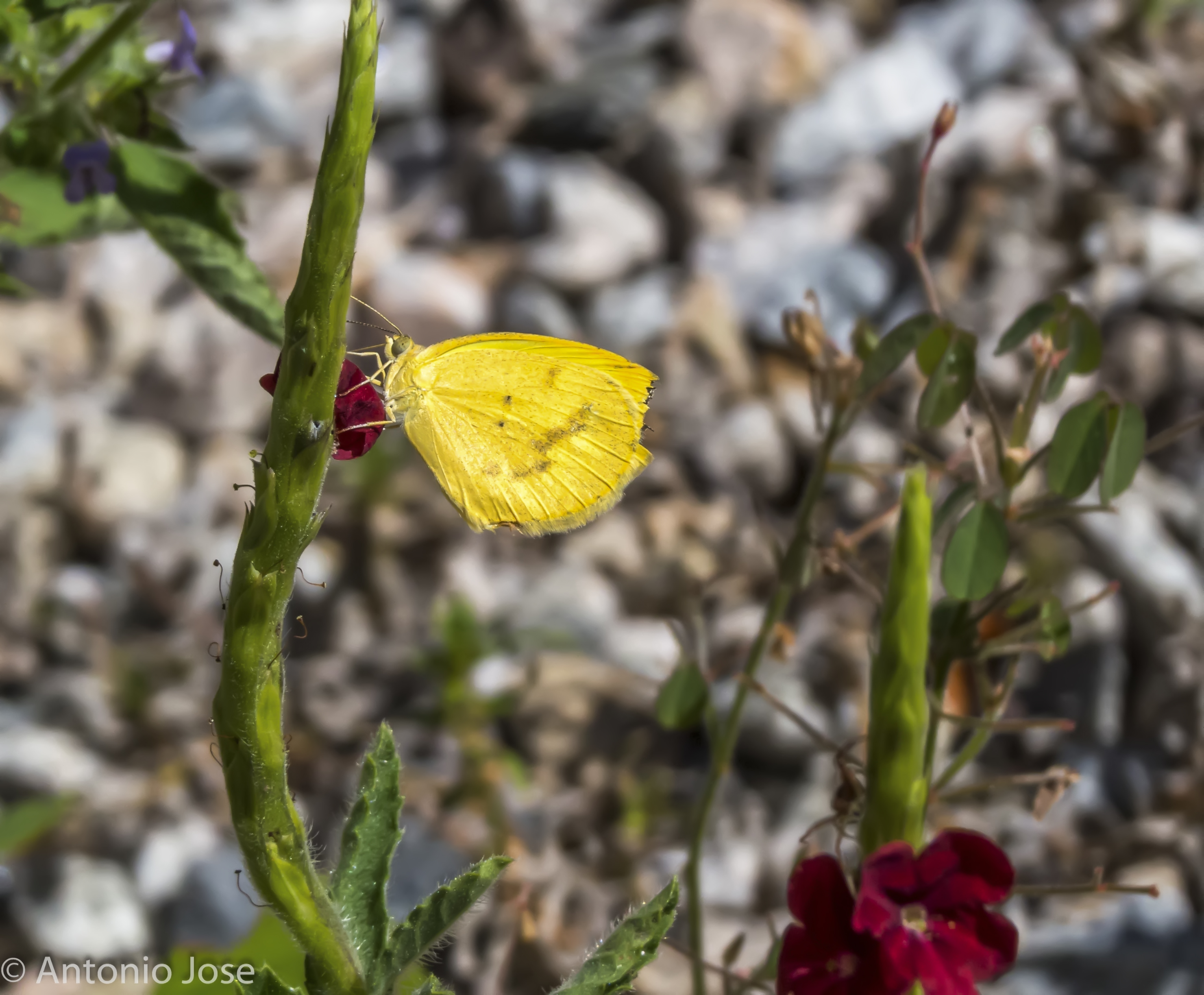
Borboleta do parque.

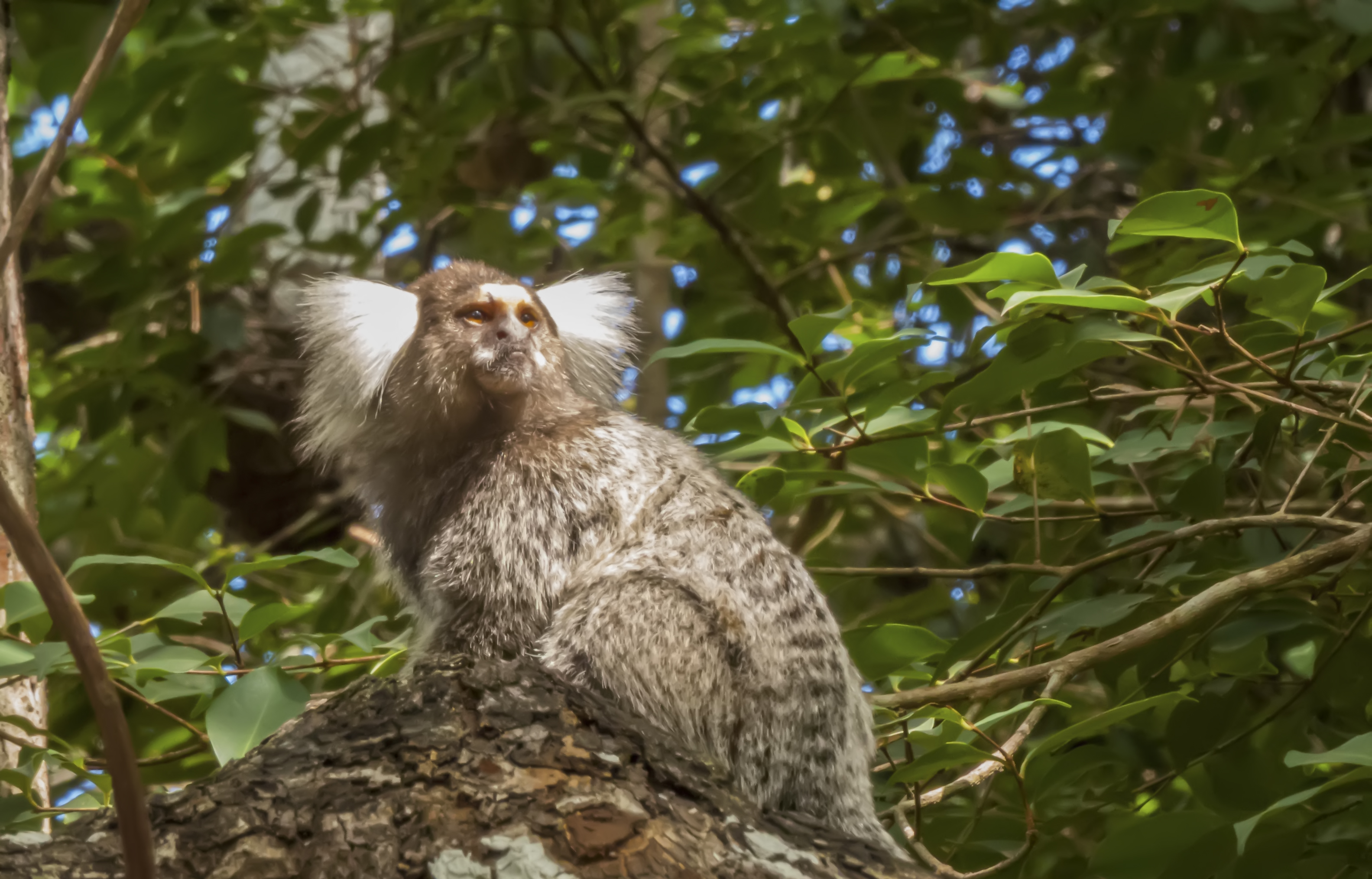
Sagui-de-tufos-brancos do parque.

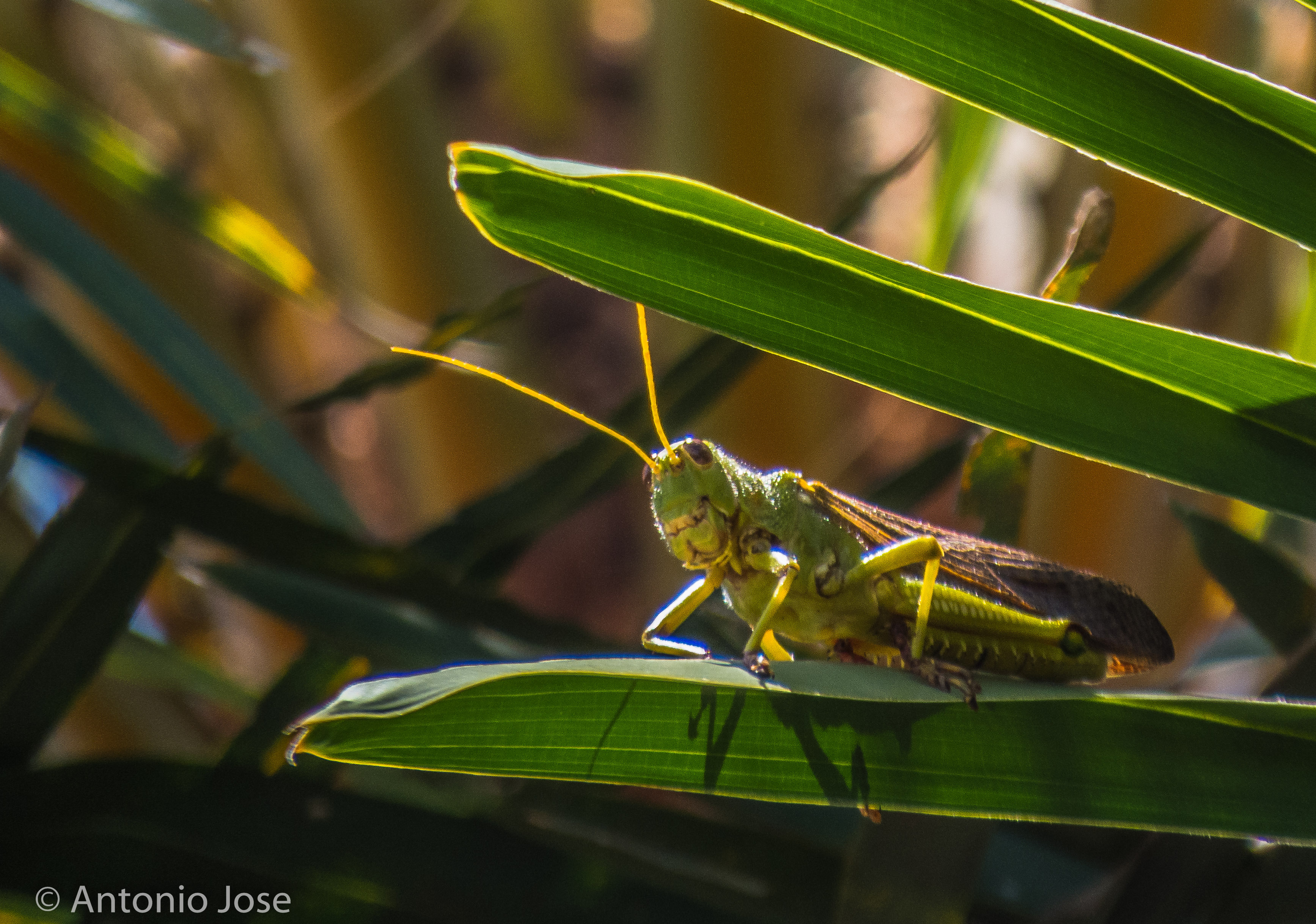
Gafanhoto do parque.

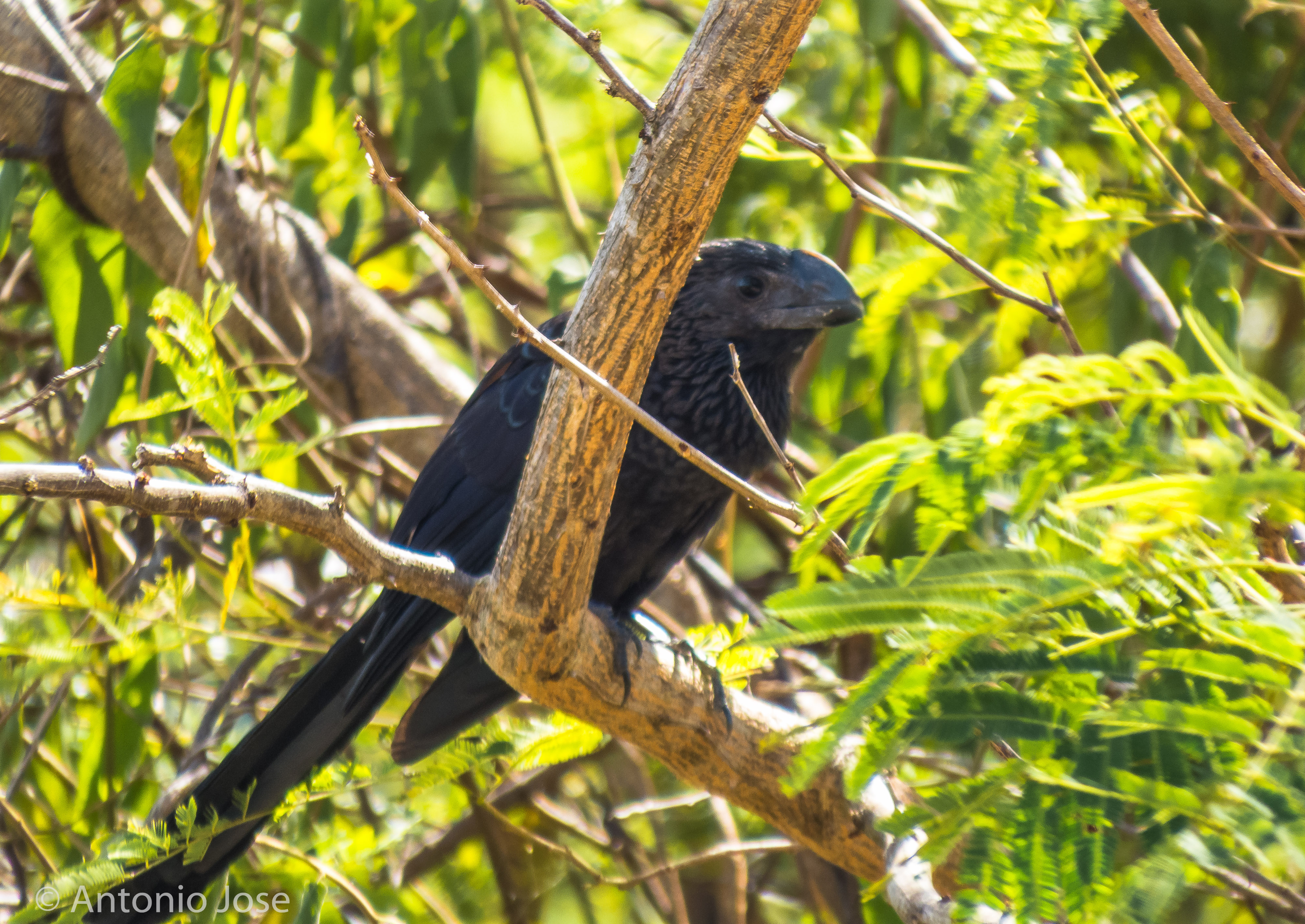
Anu-preto nativo do parque.

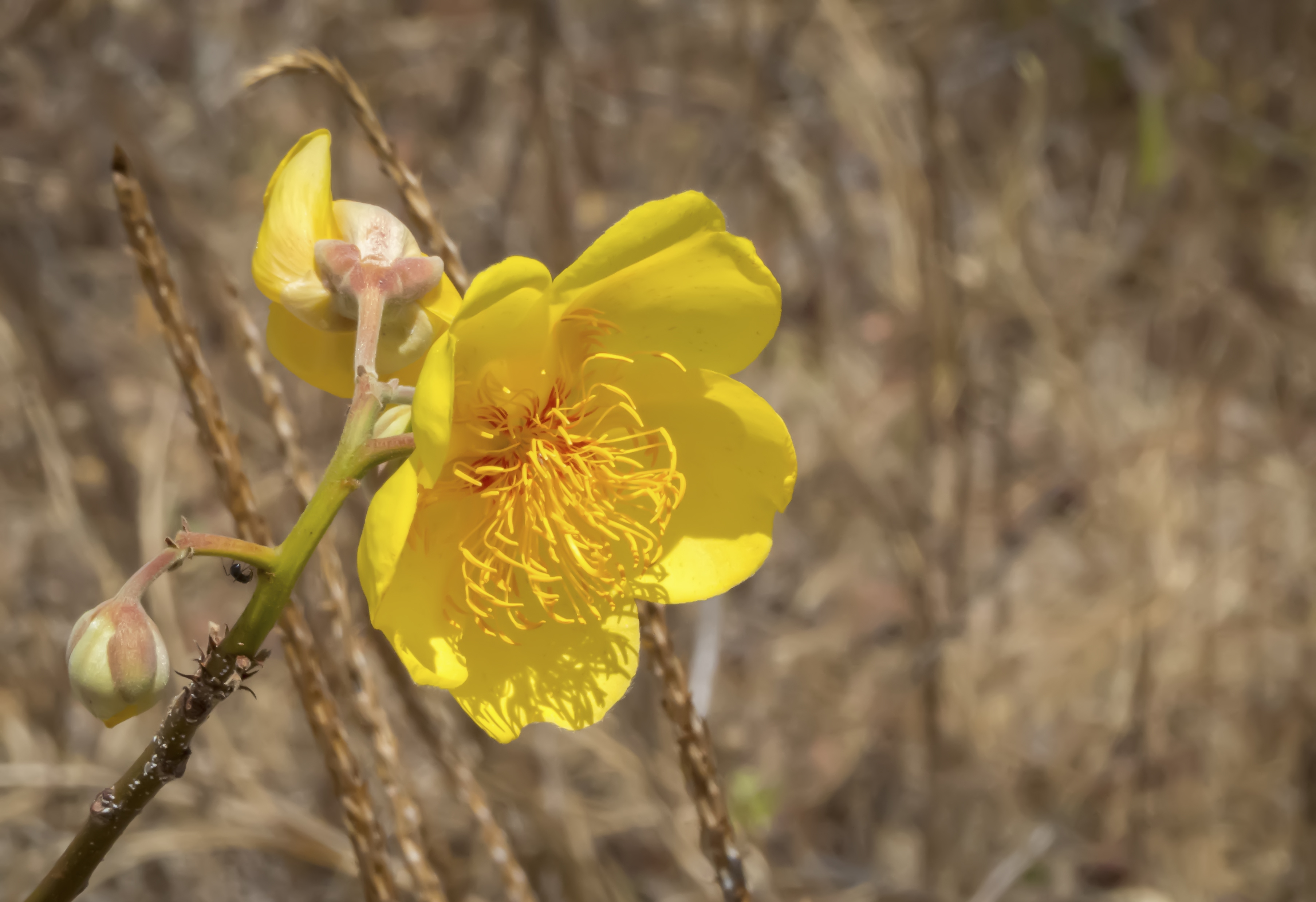
Flor amarela do parque.

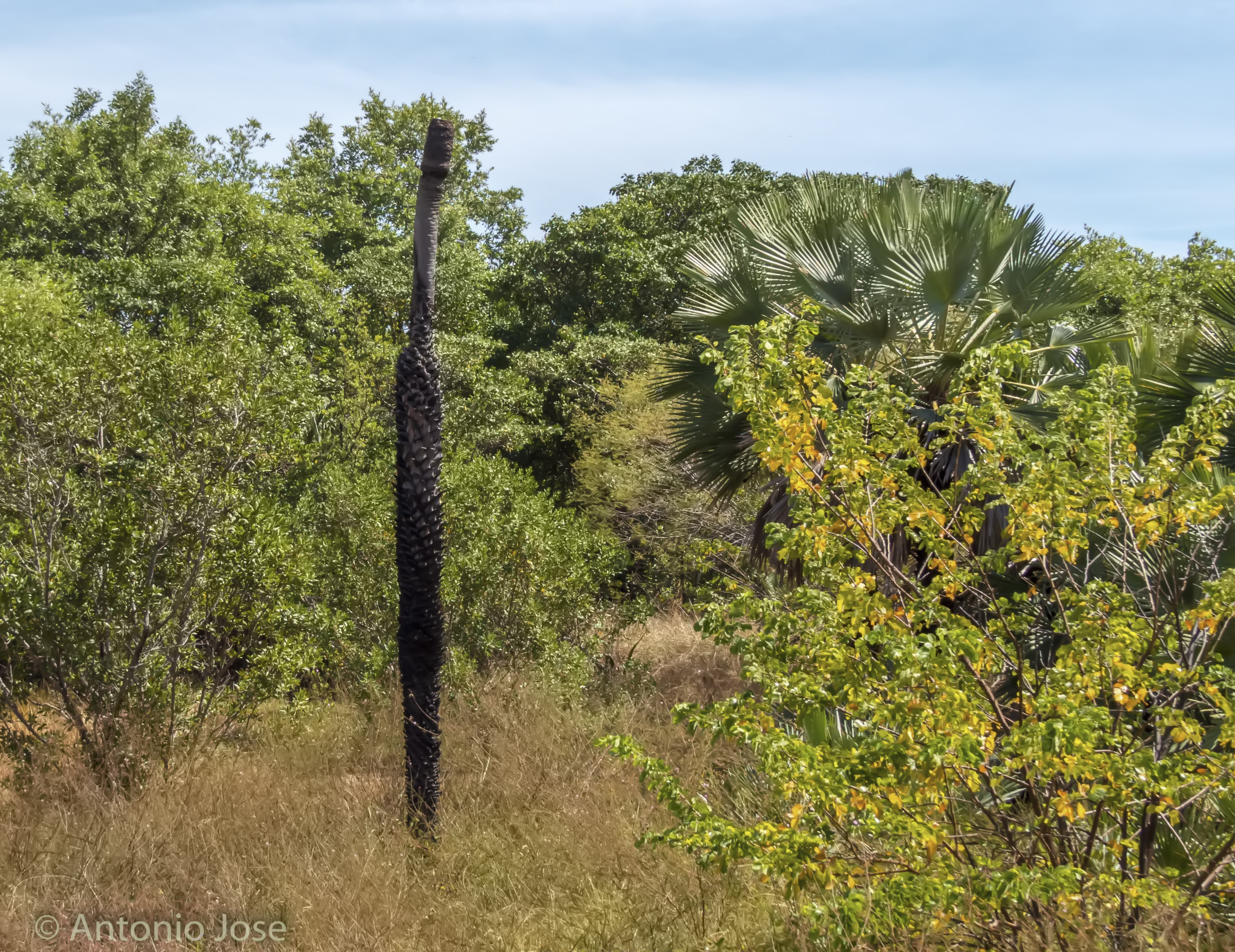
Carnaubeira resistente.

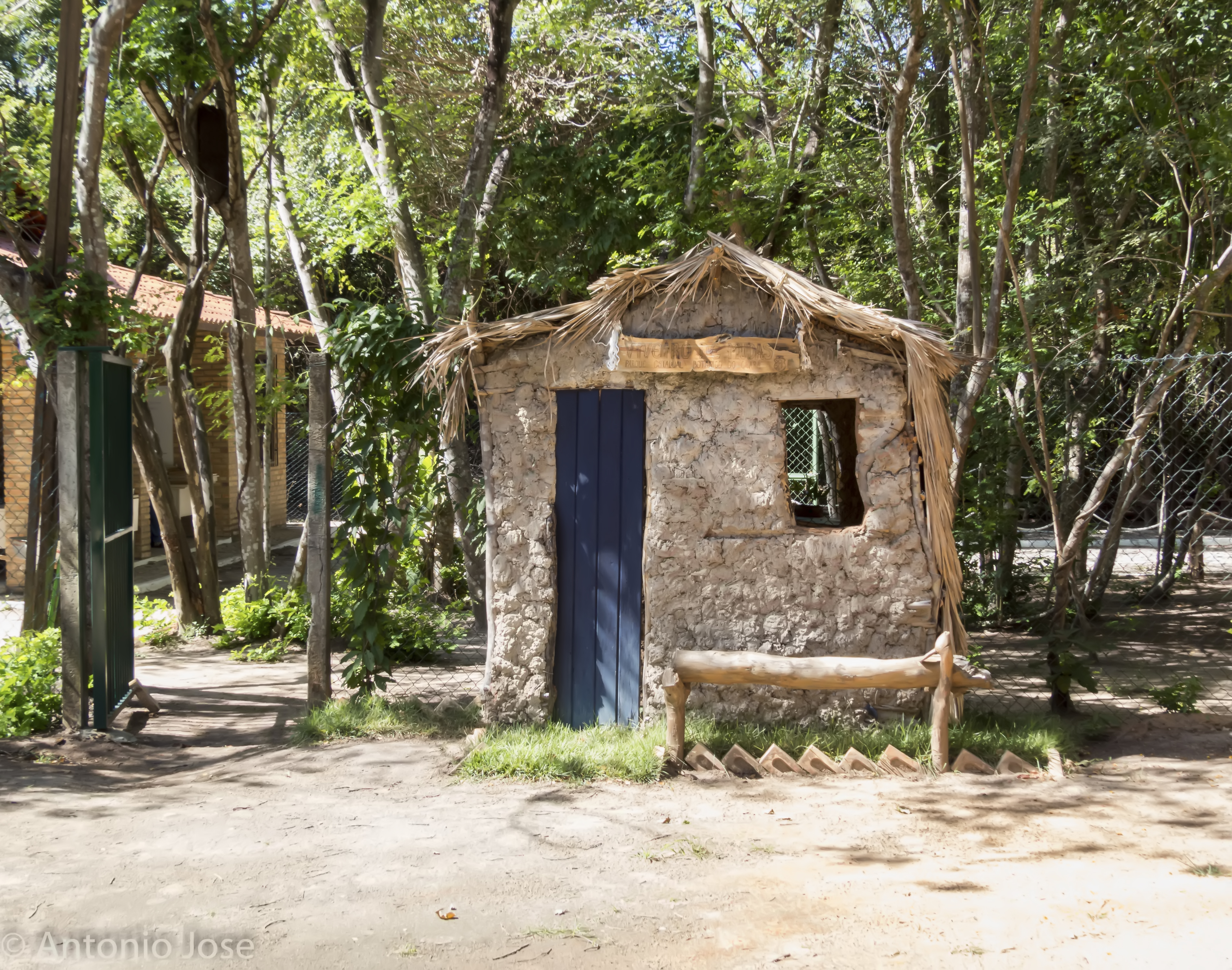
Modelo de casa de taipa

O Parque Estadual Botânico do Ceará localiza-se no Município de Caucaia, Ceará, às margens da CE-090, rodovia estadual que dá acesso às praias de Icaraí, Tabuba, Cumbuco, Cauípe e a Lagoa do Banana. Possui uma área de 190 ha e fica a 15 km da capital Fortaleza.

## Apresentação
O Parque Estadual Botânico do Ceará foi criado através do Decreto Estadual Nº 24.216, de 9 de setembro de 1996 sob a justificativa da necessidade de ocupação e manutenção de áreas preservadas do Complexo Vegetacional da Zona Litorânea do Ceará, que possui uma fitofisionomia diversificada – mata de tabuleiro, caatinga, mata atlântica, mata de tabuleiro, cerrado e cerradão, mata ciliar e na borda da poligonal trechos de vegetação de mangue. O Parque é uma Unidade de Conservação do tipo Parque - Proteção Integral,  regulamentado pelo SNUC no decreto nº 30.868 de 10 de abril de 2012.
Foi inaugurado em 5 de junho de 1998 sendo administrado diretamente, durante 12 anos, pela Federação das Indústrias do Ceará – FIEC, mediante firmo de Convênio com a participação do Governo do Estado do Ceará por meio da Superintendência Estadual do Meio Ambiente – SEMACE e indiretamente pelo Governo Municipal de Caucaia. Em 9 de julho de 2010, voltou a ser gerenciado pela Semace. Hoje em dia é administrado pela Secretaria de Meio Ambiente do Estado do Ceará - SEMA.

## Justificativa de criação
As áreas localizadas próximas as praias do Icaraí, Iparana, Tabuba e Cumbuco têm sido alvo de especulação imobiliária intensa para construção de casas de veraneio, pousadas e lojas comerciais com fins de dar suporte aos núcleos urbanos que se formaram naquela região. Dessa forma, a criação do Parque Estadual Botânico do Ceará justifica-se pela manutenção e recuperação de áreas preservadas do Complexo Vegetacional Litorâneo, composto por vegetação de tabuleiro litorâneo, com representantes da mata de tabuleiro, cerrado, caatinga e uma parte de manguezal oriundo do Rio Ceará.
O Parque é aberto a visitação pública com função educativa e recreativa, fomentando a cultura ecológica e propiciando à população um local de lazer e recreação de cunho cultural, com informações sobre a fisionomia botânica do Ceará.

## Características gerais
De acordo com o Levantamento Preliminar da Vegetação, Flora e Avifauna do Parque Botânico do Ceará (1998), o local assenta-se sobre uma parte do tabuleiro litorâneo, mostrando uma vegetação arbustiva, normalmente densa, com algumas árvores emergentes. Tais componentes arbóreos são remanescentes de uma estrutura vegetacional florestal, constituída pelas chamadas matas escleromórficas e matas secas estacionais litorâneas, severamente alteradas pelas ações antrópicas.
Dentre os principais problemas ambientais configurados se destaca a pressão demográfica no entorno do Parque configurando desequilíbrios no balanço sedimentológico do litoral, aceleração nos processos erosivos, já muito ativos. Dentre as problemáticas alusivas a ocupação humana foi objeto de várias reuniões com as comunidades na área de influência do Parque a disposição adequada dos resíduos sólidos e efluentes junto a Prefeitura de Caucaia, sobretudo deter queimadas e depredações à vegetação e a infra-estrutura da Unidade de Conservação.
Considerando a fisionomia da cobertura vegetacional, o Parque Botânico, pode ser dividido em três setores distintos: setor do manguezal, setor da bacia aluvial e setor do tabuleiro.

## Instalações
- Recepção;
- Sala Verde;
- Auditório com 80 lugares;
- Museu;
- Banheiros;
- Cantina;
- 2 Quiosques para piqueniques junto ao espelho d’água;
- Orquidário;[5]
- Horto de Plantas Medicinais
- Meliponário;
- 6 km de trilhas e revestidas de paralelepípedos sendo duas secundárias com mata mais fechada e uma principal;[5]
- Viveiro de Mudas;
- Dessalinizador para retirar o excesso de sal da água do parque.

## Principais espécies vegetais existentes no parque[6]
- Barbatimão
- Carrapicho de Cavalo
- Carnaúba
- Catanduba
- Catingueira
- Coaçu
- Jucá
- Juazeiro
- Lixeira
- Mangue Vermelho
- Pau-Terra
- Murici
- Mangue Siriuba

## Principais espécies da fauna local[6]
- Anum
- Camaleão
- Cassaco
- Dorminhoco
- Garça
- Peba
- Preá
- Pica-Pau Pedrês
- Rolinha da Praia
- Sabiá da Mata
- Sanhaço Azul
- Tatu Verdadeiro
- Tejo
- Tetéu

## Atividades[4]

### Permanentes
- Visitas técnicas e educativas;
- Trilhas ecológicas para grupos;[5]
- Visitação espontânea (sem guia);
- Projeto Viva o Parque (aos domingos de 9 às 12h);
- Oficinas.

## Parcerias[4]
- Federação das Indústrias do Estado do Ceará – FIEC;
- Petróleo Brasileiro S/A – PETROBRÁS;
- Universidade Federal do Ceará – UFC;
- Universidade Estadual do Ceará – UECE;
- Instituto de Meio Ambiente de Caucaia – IMAC;
- Instituto Brasileiro do Meio Ambiente e Recursos Naturais Renováveis – IBAMA/CE;
- Associação de Pesquisa e Preservação de Ecossistemas Aquáticos – AQUASIS;
- Companhia de Policiamento Militar Ambiental – CPMA;